# Бољаров
Бољаров (слч. Boliarov) насељено је мјесто са административним статусом сеоске општине (слч. obec) у округу Кошице-околина, у Кошичком крају, Словачка Република.

## Становништво
| Година:    | 1994. | 2004.    | 2014.    | 2024.    |
| ---------- | ----- | -------- | -------- | -------- |
| Број људи: | 486   | 625      | 826      | 1074     |
| Разлика:   |       | +28,60 % | +32,16 % | +30,02 % |

| Година:    | 2023. | 2024.   |
| ---------- | ----- | ------- |
| Број људи: | 1051  | 1074    |
| Разлика:   |       | +2,18 % |

Према подацима о броју становника из 2011. године насеље је имало 790 становника.